# كارولاينا الشمالية
كارولاينا الشمالية أو كَرُلَينة الشمالية (بالإنجليزية: North Carolina) إحدى الولايات الأمريكية تقع على شاطئ المحيط الأطلسي في شرق البلاد. كانت كارولاينا الشمالية من بين المستعمرات الثلاثة عشر التي ثارت ضد الحكم البريطاني خلال فترة الثورة الأمريكية. تحدها جنوبا ولاية كارولاينا الجنوبية وولاية جورجيا من الجنوب الغربي وتنسي من الغرب وفرجينيا من الشمال.
عاصمتها السياسية مدينة رالي وتقع في منتصف الولاية وأما عاصمتها الاقتصادية فهي مدينة شارلوت الواقعة في الجزء الغربي من الولاية.

## تاريخ
تواجدت حضارة الغابات الطبيعية للأمريكيين الأصليين في المنطقة حوالي العام 1000 قبل الميلاد؛ ابتداءً من حوالي العام 750 ميلادي، أنشأ هنود حضارة المسيسبي وحدات سياسية أكبر ذات قيادة أقوى ومستوطنات أكثر استقرارًا وأطول عمراً. خلال هذا الفترة، شـُيدت مبانٍ مهمة كالمباني الهرمية مسطحة القمة. بحلول عام 1550، عاشت العديد من مجموعات الهنود الأمريكيين في كارولينا الشمالية الحالية منها تشاوانوكي وروانوك وبامليكو ومشابونغا وكوري وهنود كيب فير ووكسهاو ووكاماو وكاتاوبا.
استكشف الاسباني خوان باردو المنطقة في عامي 1566-1567، وأسس حصن سان خوان سنة 1567 في موقع مجتمع الأمريكيين الأصليين في جوارا، وهي مشيخة إقليمية من حضارة المسيسيبي في المناطق الداخلية الغربية، بالقرب من مدينة مورغانتون الحالية. عاش الحصن 18 شهرًا فقط؛ قتل السكان المحليون جميع الرجال إلا واحداً من المتمركزين فيما مجموعه ست حصون في المنطقة وكانوا 120 رجلاً كانوا. تبعتهم بعثة لاحقة بقيادة فيليب أماداس وأرثر بارلو في عام 1584، في اتجاه السير والتر رالي.
في يونيو 1718، جنحت انتقام الملكة آن سفينة قيادة القرصان اللحية السوداء في بيوفورت إنلت، كارولينا الشمالية، في مقاطعة كارتيريت الحالية. بعد التأريض تم نقل طاقمها والإمدادات إلى السفن الصغيرة. في نوفمبر، بعد مناشدة حاكم كارولينا الشمالية، الذي وعد بالملاذ الآمن والعفو، قتل اللحية السوداء في كمين من قبل القوات من فرجينيا. في عام 1996 اكتشفت شركة إنترسال الخاصة بقايا سفينة من المرجح أن تكون انتقام الملكة آن، والتي أضيفت إلى السجل الوطني الأمريكي للأماكن التاريخية.
أصبحت كارولينا الشمالية إحدى المستعمرات الإنجليزية الثلاثة عشر وكانت تعرف مع إقليم كارولينا الجنوبية في الأصل باسم مقاطعة كارولينا الشمالية. تم فصل الأجزاء الشمالية والجنوبية من المقاطعة الأصلية في عام 1729. استوطنها في الأصل مزارعون صغار، امتلكوا أحياناً عدداً قليلاً من العبيد، موجهين نحو زراعة الإعاشة، في مستعمرة افتقرت إلى وجود المدن أو البلدات. هدد القراصنة المستوطنات الساحلية، ولكن بحلول عام 1718، تم القبض على القراصنة وقتلهم. كان النمو قوياً في منتصف القرن الثامن عشر، حيث اجتذب الاقتصاد مهاجرين اسكتلنديين وأيرلنديين وصاحبيين وإنجليز وألمان. أيد المستعمرون عموماً الثورة الأمريكية، حيث كان عدد الموالين فيها أقل من أعدادهم في المستعمرات الأخرى.
خلال الحقبة الاستعمارية، كانت إدنتون عاصمة الولاية بدأً من عام 1722، تم اختيرت نيوبيرن في عام 1766 كعاصمة. بدأ في عام 1767 تشييد قصر تريون واكتمل في عام 1771، وكان مقر إقامة ومكاتب حاكم المقاطعة وليم تريون. في عام 1788 تم اختيار رالي كموقع للعاصمة الجديدة، حيث جعلها موقعها المركزي بمنأى عن الهجمات الساحلية. تأسست رسمياً في عام 1792 كعاصمة للمقاطعة وللولاية، وقد سميت المدينة على اسم السير والتر رالي، راعي روانوك، «المستعمرة الضائعة» في جزيرة روانوك.
ساهمت كارولينا الشمالية بأصغر نسبة للفرد الواحد في الحرب من أي ولاية، حيث انضم 7800 رجل فقط إلى الجيش القاري بقيادة الجنرال جورج واشنطن. خدم 10,000 إضافي في وحدات عسكرية محلية تحت قادة من أمثال الجنرال نثنائيل غرين. كان هناك بعض الأعمال العسكرية خصوصاً بين عامي 1780-1881. انتقل العديد من سكان حدود كارولينا غرباً عبر الجبال، إلى منطقة واشنطن (التي عرفت فيما بعد باسم تنيسي)، ولكن بعد الثورة في عام 1789، تم إقناع الولاية بالتخلي عن مطالبتها بالأراضي الغربية. وتنازلت عنها للحكومة الوطنية بحيث يمكن تنظيم وإدارة إقليم الشمال الغربي على المستوى الوطني.
بعد عام 1800، أصبح القطن والتبغ محاصيل تصديرية مهمة. وقد طور النصف الشرقي من الولاية، وخاصة منطقة تايدر ووتر، مجتمع رقيق قائمًا على نظام زراعي وعمال عبيد. هاجر العديد من الأحرار الملونين إلى الحدود إلى جانب جيرانهم الأوروبيين الأمريكيين، حيث كان النظام الاجتماعي أكثر مرونة. وبحلول عام 1810، كان ما يقرب من 3 في المائة من السكان الأحرار يتألفون من الملونين الأحرار، بلغ عددهم أكثر قليلاً من 10.000 شخص. كانت المناطق الغربية تهيمن عليها عائلات بيضاء، خاصة الأسكتلندية-الإيرلندية، التي تدير مزارع الكفاف الصغيرة. في الفترة الوطنية المبكرة، أصبحت الولاية مركزًا لديمقراطيتي جيفرسون وجاكسون، مع وجود قوي حزب اليمين، خاصة في الغرب. بعد انتفاضة نات ترنر في عام 1831، قلصت كارولينا الشمالية والولايات الجنوبية الأخرى حقوق السود الأحرار. في عام 1835، سحب المجلس التشريعي حقهم في التصويت.
في 20 مايو 1861، كانت كارولينا الشمالية هي آخر الولايات الكونفدرالية التي تعلن الانفصال عن الاتحاد، بعد 13 يومًا من تصويت الهيئة التشريعية في ولاية تينيسي لصالح الانفصال. حوالي خدم 125,000 كاروليني شمالي في الجيش؛ وقتل 20000 في المعارك، أي أكثر من أي ولاية كونفدرالية أخرى، وتوفي 21000 بسبب الأمراض. ترددت حكومة الولاية في دعم مطالب الحكومة الوطنية في ريتشموند، وكانت الولاية مسرحًا لمعارك صغيرة فقط.
بهزيمة الكونفدراليين في عام 1865، بدأ عصر إعادة الإعمار. ألغت الولايات المتحدة الاسترقاق دون تعويض لمالكي العبيد أو تعويضات للمحررين. تولى ائتلاف جمهوري من رجال سود محررين ومنتقلين شماليين إلى الولاية (carpetbaggers) وجنوبيين مؤيدين لإعادة الإعمار (scalawags) حكومة الولاية لمدة ثلاث سنوات. استعاد الديمقراطيون البيض المحافظون السيطرة على مجلس الولاية التشريعي في عام 1870، جزئياً بسبب عنف إرهاب جماعة الكو كلوكس كلان في مراكز الاقتراع، لقمع تصويت السود. تم انتخاب جمهوريين للحكم حتى عام 1876، عندما ساعدت القمصان الحمراء في قمع تصويت السود، وهي منظمة شبه عسكرية نشأت في عام 1874 تحالفت مع الحزب الديمقراطي. وقد قتل أكثر من 150 من الأمريكيين السود في العنف الانتخابي في عام 1876.
تم انتخاب الديمقراطيين في المجلس التشريعي ولمنصب الحاكم، ولكن حزب الشعب اجتذب الناخبين غير راضين عنهم. في عام 1896، حصل ائتلاف تكتلي جمهوري شعبي على منصب الحاكم. استعاد الديمقراطيون السيطرة على السلطة التشريعية في عام 1896 وأقروا قانونين لفرض قوانين جيم كرو والعزل العنصري للمرافق العامة. اختار الناخبون في الدائرة الانتخابية الثانية في ولاية كارولينا الشمالية ما مجموعه أربعة من أعضاء كونغرس من أصل إفريقي خلال هذه السنوات من أواخر القرن التاسع عشر.
تصاعدت التوترات السياسية لدرجة أن مجموعة صغيرة من الديمقراطيين البيض في عام 1898 خططت لتولي حكومة ويلمينغتون إذا لم يتم انتخاب مرشحيها. في تمرد ويلمنغتون في عام 1898، هاجم أكثر من 1500 رجل أبيض الجريدة السوداء وحي السود، وقتلوا العديد من الرجال، وفر العمدة الجمهوري والأبيض وأعضاء المجلس المحلي. نصبوا الناس أفرادهم وانتخبوا ألفرد وادل كعمدة، في الانقلاب الوحيد في تاريخ الولايات المتحدة.
في عام 1899، مرر المجلس التشريعي للولاية دستورًا جديدًا، يشمل متطلبات ضريبة الرؤوس واختبارات محو الأمية لتسجيل الناخبين والتي حرمت معظم الأمريكيين السود في الولاية. كان للاستبعاد من التصويت تأثيرات واسعة: فلم يمكن الأمريكيين السود من العمل في هيئات المحلفين أو في أي منصب محلي. بعد عقد من التفوق الأبيض، نسي كثير من الناس أنه كان في كارولينا الشمالية في يوم من الأيام مواطنة أميركية سوداء مزدهرة. لم يكن للمواطنين السود أي صوت سياسي في الولاية إلا بعد اعتماد قانون الحقوق المدنية لعام 1964 وقانون حق التصويت لعام 1965 من أجل إنفاذ حقوقهم الدستورية. لم يكن حتى عام 1992 تم انتخاب أميركي أفريقي آخر كممثل للولايات المتحدة من ولاية كارولينا الشمالية.
كما هو الحال في بقية الولايات الكونفدرالية السابقة، أصبحت كارولينا الشمالية ولاية حزب واحد، فهيمن عليها الحزب الديمقراطي. بعد الحرب الأهلية، استمر اقتصاد الولاية بالاعتماد على التبغ والقطن والزراعة. ظلت المدن والبلدات قليلة في الشرق. ظهرت قاعدة صناعية رئيسية أواخر القرن التاسع عشر في المقاطعات الغربية من منطقة بيدمونت، استنادا إلى مصانع القطن التي أنشئت في خط الجندلة البحري الأطلسي. بنيت السكك الحديدية لربط المدن الصناعية الجديدة. كانت الولاية موقع أول رحلة جوية أثقل من الهواء ومتحكم بها وتعمل بالطاقة ومستمرة ناجحة، من قبل الأخوين رايت، بالقرب من كيتي هوك في 17 ديسمبر، 1903. في النصف الأول من القرن العشرين، غادر العديد من الأمريكيين الأفارقة الولاية. للذهاب إلى الشمال للحصول على فرص أفضل، في الهجرة الكبرى. غير رحيلهم الخصائص الديموغرافية لكثير من المناطق.
تضررت كارولاينا الشمالية بشدة بسبب الكساد الكبير، لكن برامج «الصفقة الجديدة» للرئيس فرانكلين روزفلت للقطن والتبغ ساعدت المزارعين بشكل كبير. بعد الحرب العالمية الثانية، نما اقتصاد الولاية بسرعة، وكان أبرز ذلك نمو مدن مثل شارلوت ورالي ودرم في بيدمونت. وشكلت رالي ودرم وتشابيل هيل مثلث البحوث، وهي منطقة رئيسية للجامعات والأبحاث العلمية والتقنية المتقدمة. أصبحت شارلوت في تسعينات القرن العشرين مركزًا مصرفيًا إقليميًا ووطنيًا رئيسيًا. كما كانت السياحة بمثابة النعمة الاقتصاد لكارولينا الشمالية حيث يتدفق الناس على منطقة أوتر بانكس الساحلية وعلى جبال الآبالاش احيث تقع آشفيل.
بحلول السبعينيات من القرن الماضي، أخذ المحافظون البيض بالتصويت لصالح المرشحين الجمهوريين، وتدريجياً لصالح المزيد من الجمهوريين المحليين، مدفوعين بالميل اليساري المتزايد للديمقراطيين الأمريكيين. لعبت احتجاجات غرينسبورو (Greensboro Sit-ins) دوراً حاسماً في حركة الحقوق المدنية لتحقيق المساواة الكاملة للمواطنين السود.

### الأمريكيون الأصليون والمستعمرات المفقودة والمستوطنات الدائمة
أُهلت كارولينا الشمالية بالسكان منذ ما لا يقل عن عشرة آلاف سنة بحضارات متتابعة من عصر ما قبل التاريخ للسكان الأصليين. شـُغل موقع هارداواي الأثري لفترات رئيسية تعود إلى 10,000 عام. قبل العام 200م، كانوا يبنون تلالاً ترابية تستخدم لأغراض احتفالية ودينية. استمرت الشعوب التي خلفتهم في بناء أو زيادة هذه التلال ومنها حضارة المسيسيبي القديمة التي تأسست حوالي العام 1000 ميلادي في بيدمونت. قبل ما بين 500-700 سنة سبقت الاتصال الأوروبي، بنت حضارة المسيسبي مدن كبيرة ومركبة واحتفظت بشبكات تجارية إقليمية واسعة. وكانت كاهوكيا أكبر مدنها، وتقع في إلينوي الحالية قرب نهر المسيسيبي.
تشمل القبائل الموثقة تاريخياً في منطقة كارولينا الشمالية القبائل الناطقة بألغونكوية كارولينا في المناطق الساحلية مثل تشاوانوكي وروانوك وبامليكو ومشابونغا وكوري وهنود كيب فير الذين كانوا أول من قابل الإنجليز؛ وقبائل مهيرين والشيروكي وتوسكارورا الداخلية والناطقة بالإروكوية؛ وقبائل جنوبية شرقية ناطقة بالسيووية مثل شيراو ووكسهاو وسابوني ووكاماو وكاتاوبا.
التقى المستكشفون الأسبان في الأراضي الداخلية في القرن السادس عشر مع أناس من الثقافة المسيسيبية في جوارا، وهي مشيخة إقليمية بالقرب من مورغانتون الحالية. ذكرت السجلات أن هرناندو دي سوتو اجتماع معهم في عام 1540. وفي عام 1567 قاد الكابتن خوان باردو رحلة استكشافية للاستيلاء على منطقة المستعمرة الإسبانية وأنشأ طريق آخر لحماية مناجم الفضة في المكسيك. أسس باردو قاعدة شتوية في خوارا، والتي أعاد تسميتها إلى كوينكا. بنت حملته الاستكشافية حصن سان خوان وتركت فيه مجموعة من 30 رجلا، بينما سافر باردو أبعد، وبنى وحصـّن خمسة حصون أخرى. عاد بطريق مختلفة إلى سانتا إيلينا على جزيرة باريس في ساوث كارولينا، ثم مركزًا في فلوريدا الإسبانية. في ربيع عام 1568، قتل السكان الأصليون جميع الجنود باستثناء واحد وأحرقوا الحصون الستة في المناطق الداخلية، بما في ذلك الحصن الموجود في قلعة سان خوان. على الرغم من أن الأسبان لم يعودوا أبدا إلى الداخل، إلا أن هذا الجهد كان بمثابة أول محاولة أوروبية لاستعمار المناطق الداخلية لما أصبح الولايات المتحدة. وقد أكد وجود هذه المستوطنة كتابات تعود إلى القرن السادس عشر من قبل بانديرا كاتب باردو ومكتشفات أثرية عائدة للعام 1986 في جوا.
في عام 1584، منحت إليزابيث الأولى ميثاقًا إلى السير والتر رالي، والذي سميت باسمه عاصمة الولاية، لأرض في كارولينا الشمالية الحالية (التي كانت جزءًا من إقليم فيرجينيا). كانت تلك هي الأرض الأمريكية الثانية التي حاول الإنجليز استعمارها. أسس رالي مستعمرتين على الساحل في أواخر الثمانينيات من القرن السادس عشر، لكن كلاهما فشلتا. يبقى مصير «المستعمرة المفقودة» في جزيرة رونوك أحد أكثر أسرار التي نوقشت في التاريخ الأمريكي. ولدت فيرجينيا داري، أول طفل إنجليزي يولد في أمريكا الشمالية، في جزيرة روانوك في 18 أغسطس 1587 ؛ سميت مقاطعة دير على اسمها.
في أوائل سنة 1650، انتقل المستوطنون من مستعمرة فرجينيا إلى منطقة ألبيمارلي ساوند. منح الملك تشارلز الثاني ملك إنجلترا عام 1663 ميثاقًا لبدء مستعمرة جديدة في قارة أمريكا الشمالية؛ وقد وضعت عموما حدود كارولينا الشمالية. أطلق عليها اسم كارولينا على شرف والده تشارلز الأول. بحلول عام 1665، صدر ميثاق ثانٍ لمحاولة حل المسائل الإقليمية. في عام 1710، وبسبب النزاعات على الحكم، بدأت مستعمرة كارولينا بالانقسام إلى كارولينا شمالية وكارولينا جنوبية. وأصبحت الأخيرة مستعمرة التاج في عام 1729.
في 1700، اجتاحت سلسلة من أوبئة الجدري في الجنوب، مما تسبب في وفيات عالية بين الأمريكيين الأصليين، الذين لم تكن لديهم مناعة ضد هذا المرض الجديد (كان قد أصبح متوطناً في أوروبا). وفقا للمؤرخ راسل ثورنتون، «إن وباء سنة 1738 قد قتل نصف الشيروكي، وأصيبت به قبائل أخرى من المنطقة بنفس القدر».

### الفترة الاستعمارية وحرب الثورة
بعد الإسبان في القرن السادس عشر، كان المستعمرون الإنجليز المهاجرين جنوباً من فرجينيا أول المستوطنين الأوروبيين الدائمين في كارولينا الشمالية. وقد تنامت أعدادهم بسرعة وكانت الأراضي متاحة كانت أقل. تم توثيق ناثانيل باتس كأحد أوائل المهاجرين الفرجينيين. استقر جنوب نهر تشوان وشرق مستنقع دسمل الكبير في عام 1655. بحلول عام 1663، كانت المنطقة الشمالية الشرقية من مقاطعة كارولينا، والمعروفة باسم مستوطنات ألبيمارلي مستوطنة من الإنجليز بالكامل. خلال نفس الفترة، أعطى الملك الإنجليزي تشارلز الثاني المقاطعة إلى اللوردات الملاك (أي مُنحوا ميثاقاً ملكياً لإنشاء وحكم مستعمرة) وهم النبلاء الذين ساعدوه في استعادة العرش في سنة 1660. سُميت مقاطعة «كارولينا» الجديدة على شرف وتخليداً لملك تشارلز الأول (باللاتينية: كارولوس). أصبحت كارولينا الشمالية في عام 1712 مستعمرة منفصلة. وأصبحت مستعمرة ملكية بعد سبعة عشر عامًا باستثناء أراضي اللورد البريطاني إيرل غرانفيل. حدثت انتفاضة كبيرة في الولاية عام 1711 عُرفت باسم تمرد كاري.
أثرت الاختلافات في أنماط الاستيطان في شرق وغرب كارولينا الشمالية، أو الريف المنخفض والمرتفعات، على الحياة السياسية والاقتصادية والاجتماعية للولاية من القرن الثامن عشر حتى القرن العشرين. استوطن مهاجرون من الريف الإنجليزي والأعالي الإسكتلندي بشكل رئيسي في منطقة تايدووتر. في حين استوطن اسكتلنديون ايرلنديون والإنجليز وألمان بروتستانت بشكل رئيسي الريف العلوي من غرب كارولينا الشمالية. بوصولهم في منتصف وأواخر القرن الثامن عشر، كان الاسكتلنديون الأيرلنديون من ما هو اليوم إيرلندا الشمالية أكبر مجموعة من المهاجرين غير الإنجليز قبل الثورة. كان عمال السخرة الإنجليز الأغلبية الساحقة من المهاجرين قبل الثورة. خلال الحرب الثورة الأمريكية، مال الإنجليز وأعالي السكتلنديون في كارولينا الشمالية إلى البقاء مخلصين للتاج البريطاني، بسبب العلاقات التجارية والشخصية الطويلة مع بريطانيا العظمى. بينما مال المستوطنون الإنجليز والويلزيون والسكوتلنديون الأيرلنديون والألمان في غرب كارولينا الشمالية إلى تأييد الاستقلال الأمريكي عن بريطانيا.
عمل معظم المستعمرين الإنجليز بالسخرة، مأجرين أنفسهم لفترة محددة لدفع مقابل مرورهم. في السنوات الأولى كان الخط الفاصل بين عمال السخرة والعبيد الأفارقة أو العمال مائعاً. تحصل بعض الأفارقة على حريتهم قبل أن تصبح العبودية حالة لمدى الحياة. انحدرت معظم عائلات الأحرار الملونين التي تشكلت في كارولينا الشمالية قبل الثورة من اتحاد أو زيجات بين نساء بيض حرائر ورجال أفارقة مستعبدين أو أحرار. ولأن الأمهات كانت حرائر، ولد أطفالهن أحراراً. الكثير منهم كانوا مهاجرين أو منحدرين من مهاجرين من فرجينيا الاستعمارية. بانخفض تدفق عمال السخرة إلى المستعمرة بتحسن الأوضاع الاقتصادية في بريطانيا العظمى، واستيراد ملاك المزارع مزيداً من العبيد، وتشديد الوضع القانوني بين الحر والعبد، تعزز وضع الأخيرين إلى طائفة عرقية. قام النمو والازدهار الاقتصادي على العمال الرقيق، المكرسين أولاً لإنتاج التبغ.
في 12 أبريل 1776، أصبحت أول مستعمرة تصدر تعليمات إلى مندوبيها في الكونغرس القاري بالتصويت لصالح الاستقلال عن التاج البريطاني، بتبني مجلس مقاطعة كارولينا الشمالية لقرارات هاليفاكس. يخلد علم وختم الولاية ذكرى هذين الحدثين. خلال حرب الثورة، اندلعت حرب عصابات عنيفة بين مجموعات من المستعمرين المؤيدين للاستقلال وآخرين مؤيدين لبريطانيا. في بعض الحالات كانت الحرب ذريعة لتسوية الخلافات والخصومات الخاصة. تحقق انتصار أمريكي كبير في الحرب في كينغز ماونتن قرب الحدود مع كارولينا الجنوبية. ففي 7 أكتوبر 1780، سحقت قوة من 1000 رجل من غرب كارولينا الشمالية (بما في ذلك ولاية تينيسي الحالية) وجنوب غرب فرجينيا قوة من حوالي 1000 جندي بريطاني بقيادة الرائد باتريك فيرغسون. كان معظم الجنود الذين يقاتلون في الجانب البريطاني في هذه المعركة من الكارولين الذين ظلوا مخلصين للتاج (أطلق عليهم اسم «المحافظون» أو الموالين). رجح الانتصار الأميركي في كينغز ماونتن كفة المستعمرين الذين فضلوا استقلال الولايات المتحدة، ومنع الجيش البريطاني من تجنيد جنود جدد من المحافظين.
مر الطريق إلى يوركتاون والاستقلال الأمريكي من بريطانيا العظمى عبر كارولاينا الشمالية. عندما تحرك الجيش البريطاني شمالاً بعد الانتصار في تشارلستون وكامدن في كارولينا الجنوبية، استعدت الفرقة الجنوبية للجيش القاري والميليشيات المحلية لمقابلتهم. بعد انتصار الجنرال دانيال مورغان على قائد سلاح الفرسان البريطاني باناستري تارليتون في معركة كاونز في 17 يناير 1781، قاد القائد الجنوبي ناثاناييل غرين اللورد البريطاني تشارلز كورنواليس في قلب كارولينا الشمالية، وبعيدًا عن قاعدة توريد الأخير في تشارلستون، كارولينا الجنوبية. تُعرف هذه الحملة باسم «السباق إلى دان» أو «السباق نحو النهر»
في معركة كوان فورد، واجه كورنواليس مقاومة على طول ضفتي نهر كاتاوبا عند كوان فورد في 1 فبراير 1781، في محاولة لإشراك قوات الجنرال مورغان خلال انسحاب تكتيكي. انتقل مورغان إلى الجزء الشمالي من الولاية ليندمج مع قوات الجنرال غرين المجندة حديثاً. التقى الجنرالان غرين وكورنواليس أخيرًا في معركة غيلفورد كورتهاوس في غرينزبورو حاليًا في 15 مارس 1781. ورغم احتفاظ الجنود البريطانيين بالميدان في نهاية المعركة، إلا أن خسائرهم على أيدي الجيش القاري المتفوق عددياً كانت مدمرة. في أعقاب هذا «النصر الباهظ الثمن»، انتقل كورنواليس إلى ساحل فرجينيا للحصول على تعزيزات، ولتتمكن البحرية الملكية من حماية جيشه المنهك. وأدى هذا القرار إلى هزيمة كورنواليس في نهاية المطاف في يوركتاون، فرجينيا لاحقاً في عام 1781. ضمن نصر الوطنيين هنا الاستقلال الأميركي.

### حقبة ما قبل الحرب
في 21 نوفمبر 1789، أصبحت كارولينا الشمالية الولاية الثانية عشرة التي تصادق على الدستور. في عام 1840، أكتمل بناء مبنى الكابيتول في العاصمة رالي، ولا يزال قائماً حتى اليوم. تواجد معظم مالكي العبيد والمزارع الكبيرة من كارولينا الشمالية في الجزء الشرقي من الولاية. رغم أن نظام الزراعة في كارولينا الشمالية كان أصغر وأقل تماسكًا من مثيله في فرجينيا أو جورجيا أو كارولينا الجنوبية، تركزت أعداد كبيرة من المزارعين في المقاطعات حول مدينتي ويلمنغتون وإيدنتون، بالإضافة إلى مزارعي الضواحي حول مدن رالي وشارلوت ودرم في منطقة بيدمونت. تمتع المزارعون المالكون لحيازات شاسعة بقوة سياسية واجتماعية-اقتصادية كبيرة في كارولينا الشمالية التي كانت مجتمع استرقاق. لقد وضعوا مصالحهم فوق مصالح المزارعين المستقلين (yeoman) غير المالكين عمومًا للعبيد في غرب الولاية. في منتصف القرن، ارتبطت المناطق الريفية والتجارية في الولاية بإنشاء طريق خشبي بطول 129 ميل (208 كم)، عُرف باسم «سكة حديد المزارعين»، من فايتفيل شرقاً حتى بيتانيا (شمال غرب وينستون-سالم).
إلى جانب العبيد، كان هنالك أعداد من الملونين أحرار في الولاية. ينحدر معظمهم من الأمريكيين الأفارقة الأحرار الذين هاجروا مع جيران لهم من فرجينيا خلال القرن الثامن عشر. انحدر أغلبهم من ارتباط في الطبقات العاملة بين نساء بيض من عاملات السخرة أو الحرائر، ورجال أفارقة من عمال السخرة أو العبيد أو الأحرار. بعد الثورة، عملت جماعتا الصاحبيين والمينونات الدينيتان على إقناع أصحاب الرقيق بتحريرهم. استلهم البعض من جهودهم ومن لغة الثورة للترتيب لإعتاق عبيدهم. ارتفعت أعداد الأحرار الملونين بشكل ملحوظ في أول عقدين بعد الثورة.
في 25 أكتوبر 1836، بدأ العمل بباء سكة حديد ويلمنغتون رالي لربط مدينة ويلمنغتون الساحلية بالعاصمة رالي. في عام 1849، تم إنشاء سكة حديد كارولينا الشمالية بموجب قانون تشريعي لتوسيع خط السكة الحديدية غرباً إلى غرينسبورو وهاي بوينت وشارلوت. خلال الحرب الأهلية، كان امتداد سكة حديد ويلمنغتون إلى رالي حيوياً لجهود الحرب الكونفدرالية. فنـُـقلت الإمدادات التي يتم شحنها بحراً إلى ويلمنغتون إلى العاصمة الكونفدرالية ريتشموند، فرجينيا عن طريق السكك الحديدية عبر مدينة رالي.
كانت كارولينا الشمالية ما قبل الحرب ولاية ريفية في عمومها، حتى بالمعايير الجنوبية. في عام 1860، كانت ويلمنغتون المدينة الوحيدة في كارولينا الشمالية التي فاق عدد سكانها أكثر من 10000 ساكن. وبالكاد كان يقطن رالي عاصمة الولاية أكثر من 5000 ساكن.
بينما كان امتلاك العبيد أقل تركزاً بعض الشيء من الولايات الجنوبية، وفقًا لإحصاء عام 1860، كان أكثر من 330,000 شخص أو 33٪ من السكان البالغ عددهم 992,622 نسمة من الأمريكيين الأفارقة المستعبدين. عاشوا وعملوا بشكل رئيسي بمزارع في منطقة تايدووتر الشرقية. بالإضافة إلى ذلك، عاش 30,463 شخصًا من الملونين أحرار في الولاية. تركز وجودهم هم أيضاً في السهل الساحلي الشرقي، خاصة في مدن الموانئ مثل ويلمنغتون ونيو برن، حيث توفرت الوظائف. سُـمح للأمريكيين الأفارقة الأحرار بالتصويت حتى عام 1835، عندما ألغت الولاية حقهم في التصويت ضمن قيود فرضت في أعقاب تمرد للعبيد عام 1831 بقيادة نات ترنر. تجرم قوانين الرقيق الجنوبية القتل العمد للعبد في معظم الحالات.

### الحرب الأهلية الأمريكية
كانت كارولينا الشمالية في عام 1860 ولاية استرقاق، حيث شكل المستعبدون ثلث سكانها. وهي نسبة تقل عن نسبتهم في العديد من الولايات الجنوبية. لم تصوت الولاية لصالح الانضمام إلى الكونفدرالية حتى أن دعى الرئيس أبراهام لينكولن إلى غزو شقيقتها كارولينا الجنوبية، لتكون الولاية الأخيرة أو ما قبل الأخيرة بالانضمام الرسمي إلى الكونفدرالية. كان لقبها بـ «آخر المنضمين إلى الكونفدرالية» محل نقاش؛ فرغم أن انفصال تينيسي غير الرسمي في 7 مايو 1861 قد سبق انفصال كارولينا الشمالية الرسمي في 20 مايو، لم يصوت المجلس التشريعي لولاية تينيسي للانفصال بشكل رسمي حتى 8 يونيو 1861.
لم تكن كارولينا الشمالية ساحة لمعارك كثيرة، إلا أنها أمدت القوات الكونفدرالية بما لا يقل عن 125,000 جندي، وهو أكثر بكثير من أي ولاية أخرى. لقي ما يقرب من 40,000 من هؤلاء الجنود حتفهم: أكثر من نصفهم جراء الأمراض، والباقي من جروح القتال ومن الجوع. كما انضم نحو 15000 جندي من كارولينا الشمالية إلى قوات الاتحاد. حاول زيبولون بيرد فنس حاكم الولاية المنتخب عام 1862 الحفاظ على استقلالها من الرئيس الكونفدرالي جيفرسون ديفيس في ريتشموند.
بعد الانفصال ، رفض بعض الكارولين الشماليين دعم الكونفدرالية. فقد ظل بعض المزارعين المستقلين غير المالكين للعبيد (yeoman) في جبال الولاية وفي منطقة بيدمونت الغربية محايدين خلال الحرب الأهلية، في حين دعم بعضهم قضية الاتحاد سراً خلال الصراع. انضم حوالي 2000 مجند من غرب كارولينا الشمالية إلى جيش الاتحاد وحاربوا من أجل الشمال في الحرب. تكون فوجان إضافيان للجيش الاتحادي في المناطق الساحلية للولاية، التي احتلها في عامي 1862 و1863. هرب العديد من العبيد إلى خطوط الاتحاد، حيث أصبحوا أحراراً.
شاركت قوات كونفدرالية من كافة أنحاء كارولينا الشمالية تقريباً في جميع معارك الرئيسية لجيش فرجينيا الشمالية، وهو أشهر الجيوش الكونفدرالية. دارت أكبر المعارك في كارولينا الشمالية في بنتونفيل، وقد حاول فيها الجنرال الكونفدرالي جوزيف جونستون عبثاً إبطاء تقدم الجنرال الاتحادي وليام تيكومسيه شيرمان عبر كارولينا في ربيع عام 1865. في أبريل سنة 1865، وإثر هزيمته لمعركة موريسفيل، استسلم جونستون إلى شيرمان في بنت بليس، في ما هو اليوم مدينة درم. كانت مدينة ويلمنغتون الساحلية في كارولينا الشمالية آخر ميناء كونفدرالي يسقط في قبضة الاتحاديين في فبراير 1865، بعد انتصارهم في فورت فيشر المجاورة، أهم خطوطه الدفاعية أسفل النهر.
كان هنري ويات أول جندي كونفدرالي يقتل في الحرب الأهلية من كارولينا الشمالية، وذلك في معركة بغ بثل في يونيو عام 1861. ضمن حملة غيتسبيرغ في يوليو عام 1863، شارك فوج كارولينا الشمالية السادس والعشرون في هجوم بيكت وتقدم لأبعد عمق في الخطوط الشمالية من أي فوج كونفدرالي. خلال معركة تشيكاموغا، تقدم فوج كارولينا الشمالية الثامن والخمسون أبعد من أي فوج آخر على تلة سنودغراس لصد لما تبقى ما القوات الاتحادية عن ساحة المعركة. في معركة أبوماتوكس كورت هاوس بولاية فرجينيا في أبريل عام 1865، أطلق فوج كارولينا الشمالية الخامس والسبعون، وهو وحدة فرسان آخر طلقات جيش فرجينيا الشمالية الكونفدرالي في الحرب الأهلية. فافتخر الكارولين الشماليون لسنوات عديدة بأنهم كانوا «الأوائل في بثل، والأبعد في غيتسبيرغ وتشيكاموغا، والأخيرين في أبوماتوكس».

## جغرافيا
تضم العديد من البحيرات الصغيرة الناشئة من مياه الأمطار حيث تحتوي دورام وحدها على 38 بحيرة.

## اقتصاد الولاية
بلغت قيمة الصادرات في الولاية عام 2003 م لحوالي 314 مليار دولار أي حوالي 28 ألف دولار للشخص الواحد وهي بهذا العدد تعد الولاية رقم 38 من حيث دخل الفرد الواحد. تعد ولاية نورث كارولاينا مركزا لصناعة الأثاث المنزلي في الولايات المتحدة الأمريكية. أهم محاصيل الولاية الزراعية هي التبغ. يعتمد اقتصاد الولاية على السياحة الداخلية وتصدير منتجات التبغ والمنسوجات المواد الكيماوية والأدوات والآلات الكهربائية. أكبر التجمعات البنكية في الولايات المتحدة -إذا استثنينا مدينة نيويورك- موجود في مدينة تشارلوت أكبر مدن الولاية، كما وتعد الولاية ثاني أكبر منتج للأفلام والمسلسلات التلفزيونية بعد ولاية كاليفورنيا.

## أشهر أبناء الولاية
- الأخوان رايت، مخترعا الطائرة، من أوهايو، ولكنهم قاموا بتجربة الطيران في الولاية.[6]

فينس مكمان وهو رئيس المجلس التنفيذي ورئيس شركة دبليو دبليو أي.

## معرض صور

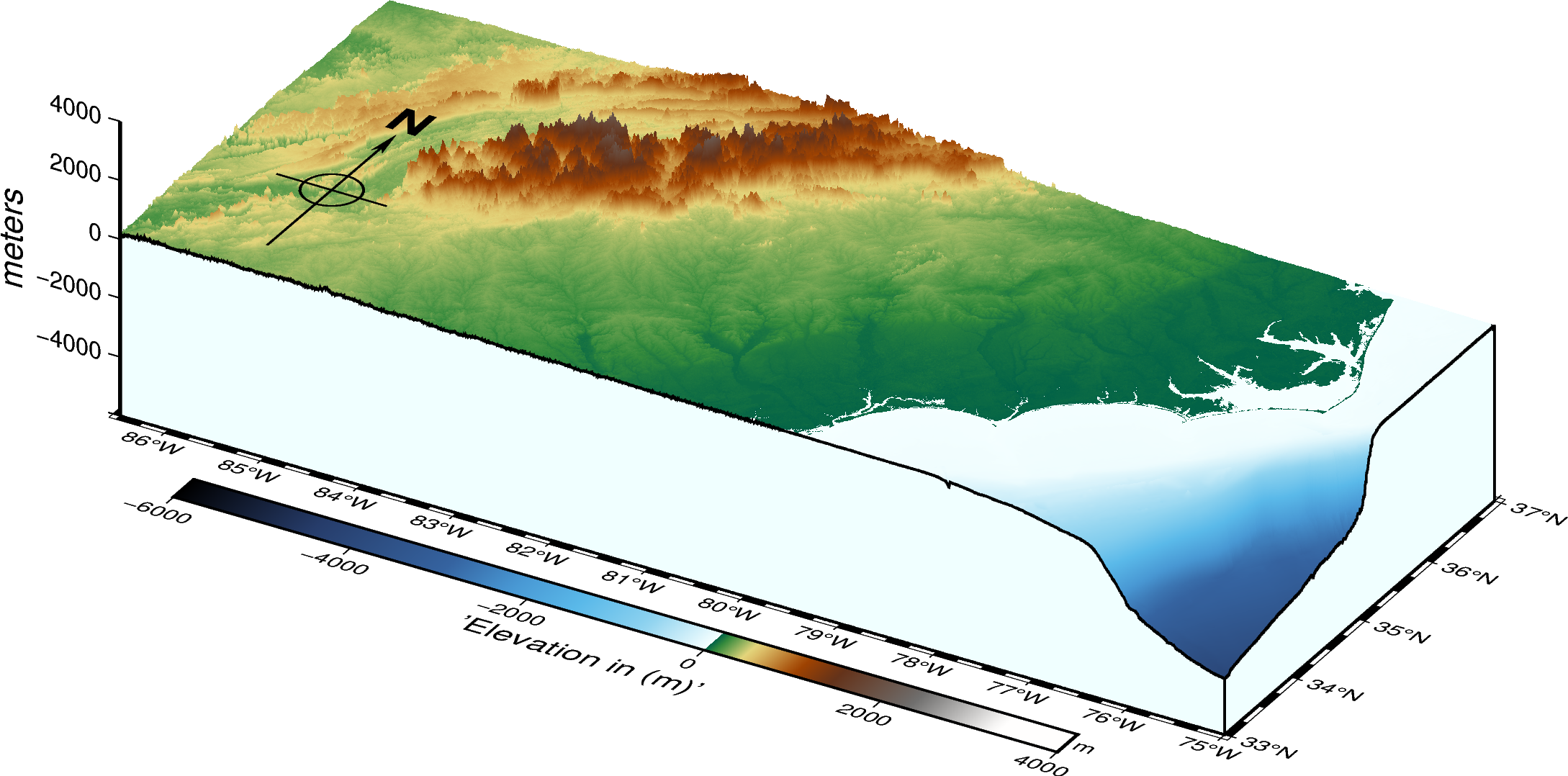
خريطة طوبوغرافية ثلاثية الأبعاد للولاية
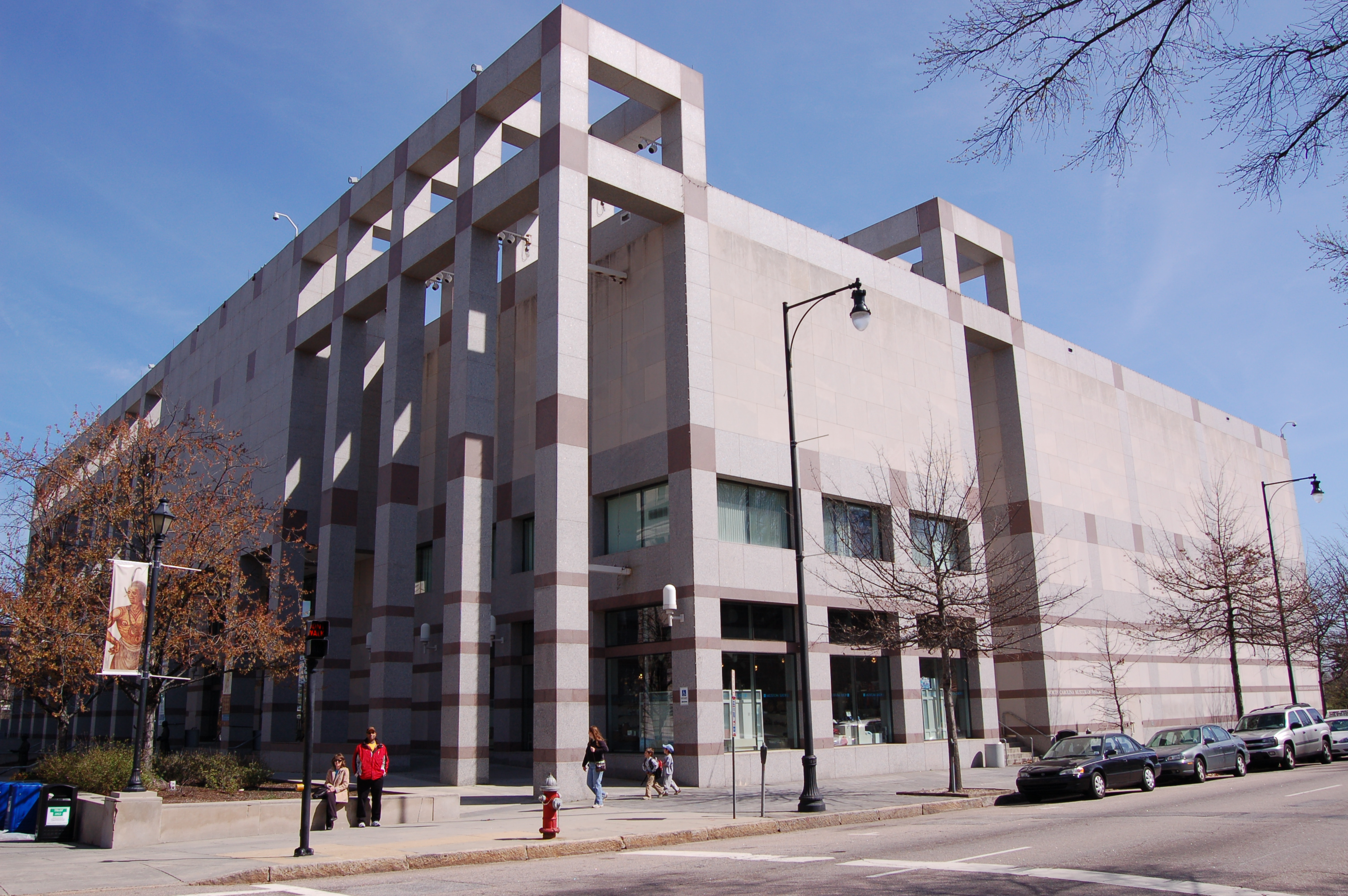
متحف كارولاينا الشمالية للتاريخ
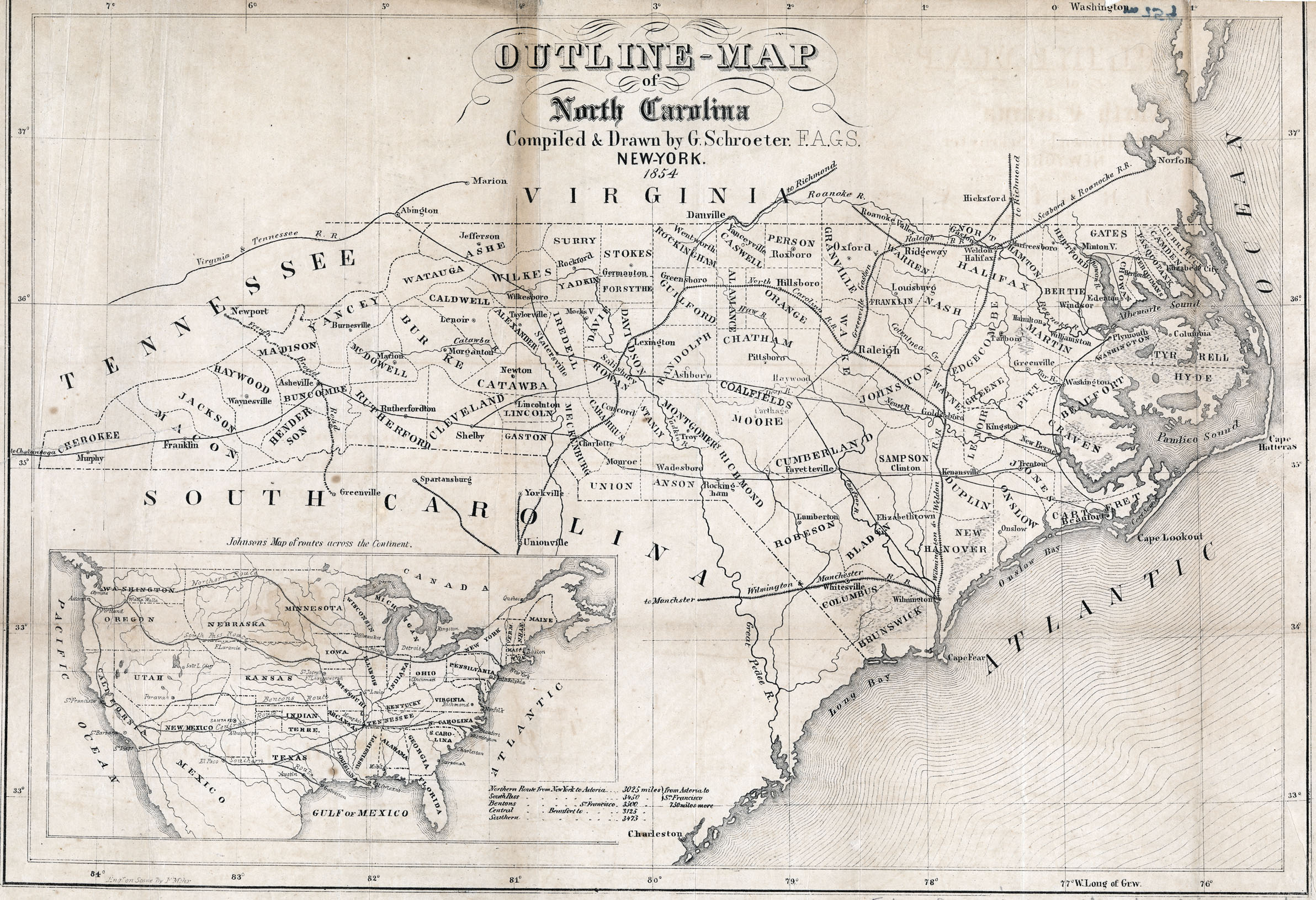
خريطة للطرق والسكك الحديدية للولاية تعود لعام 1854
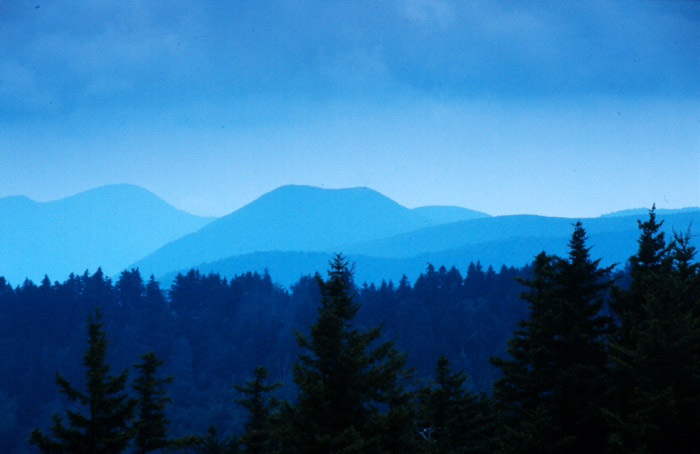
جبال بلو ريدج
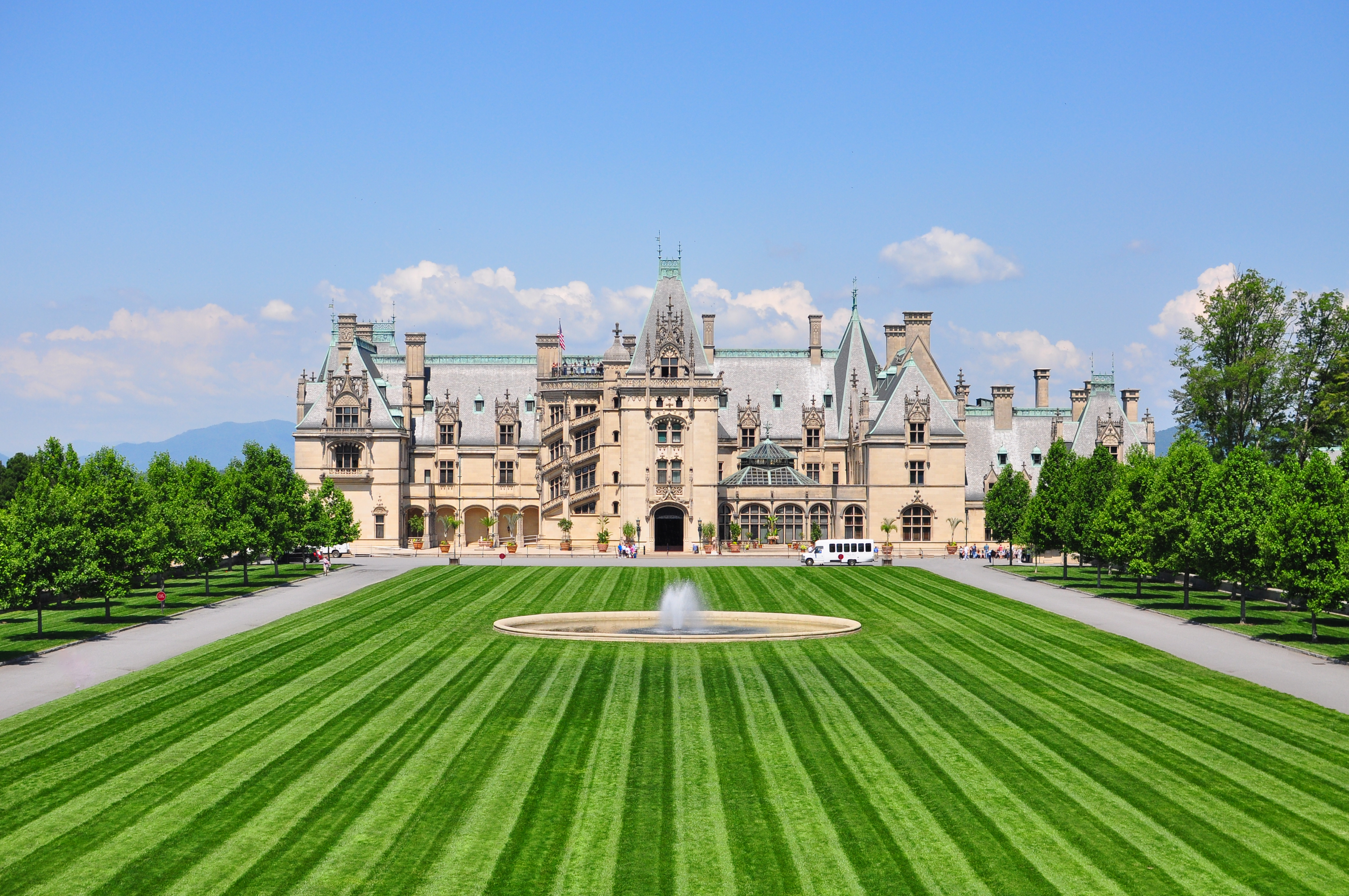
عقار بيلتمور
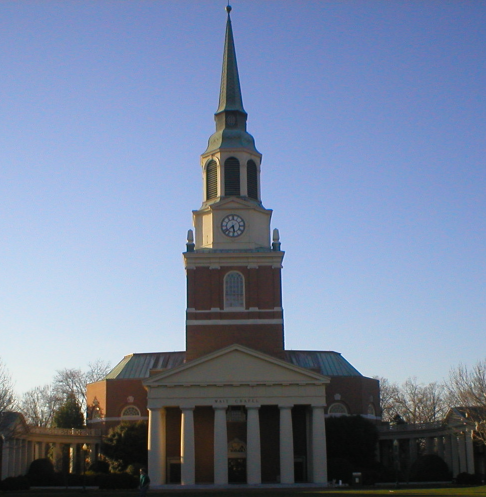
كنيسة وايت
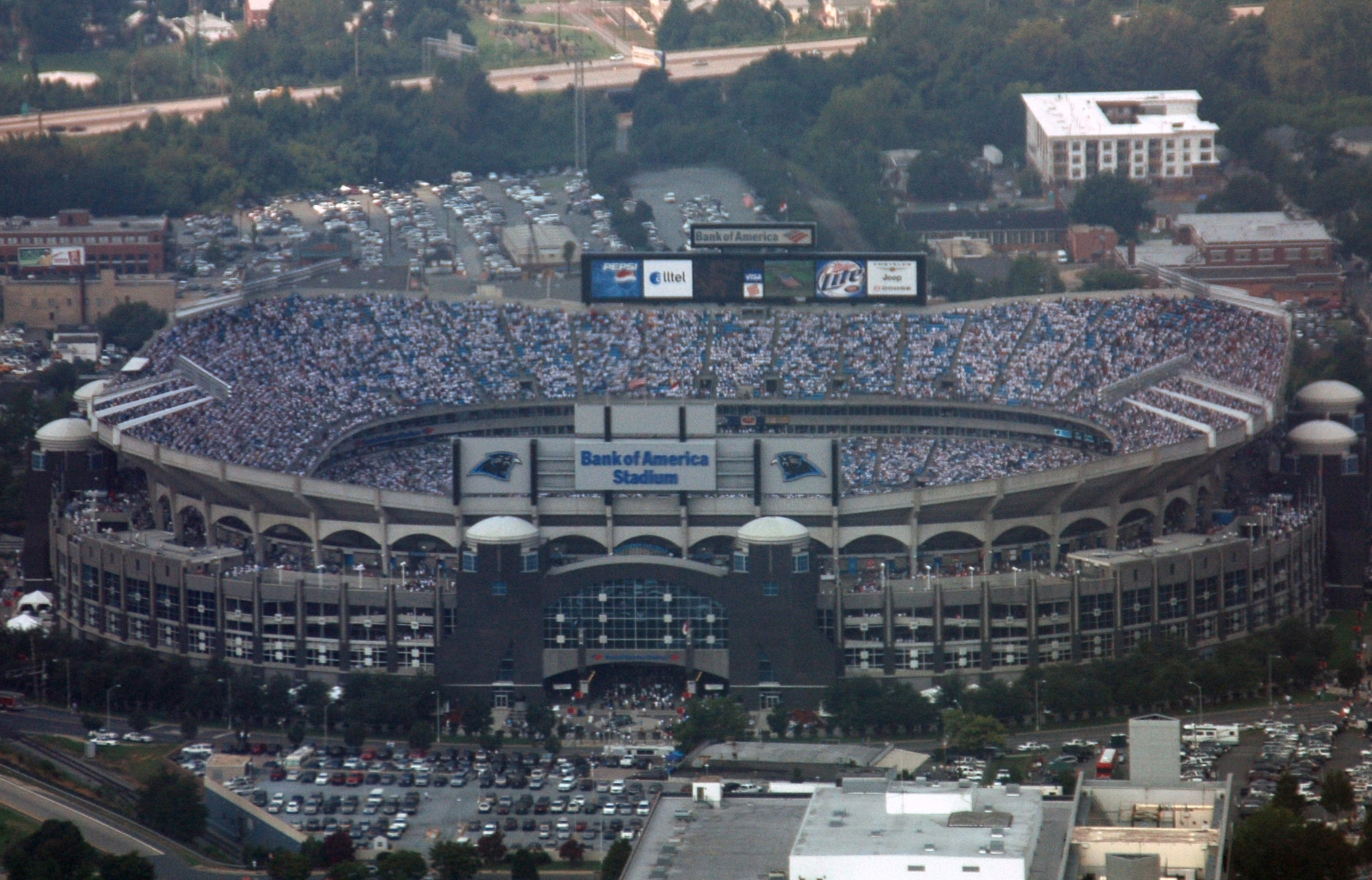
ستاد بنك أمريكا
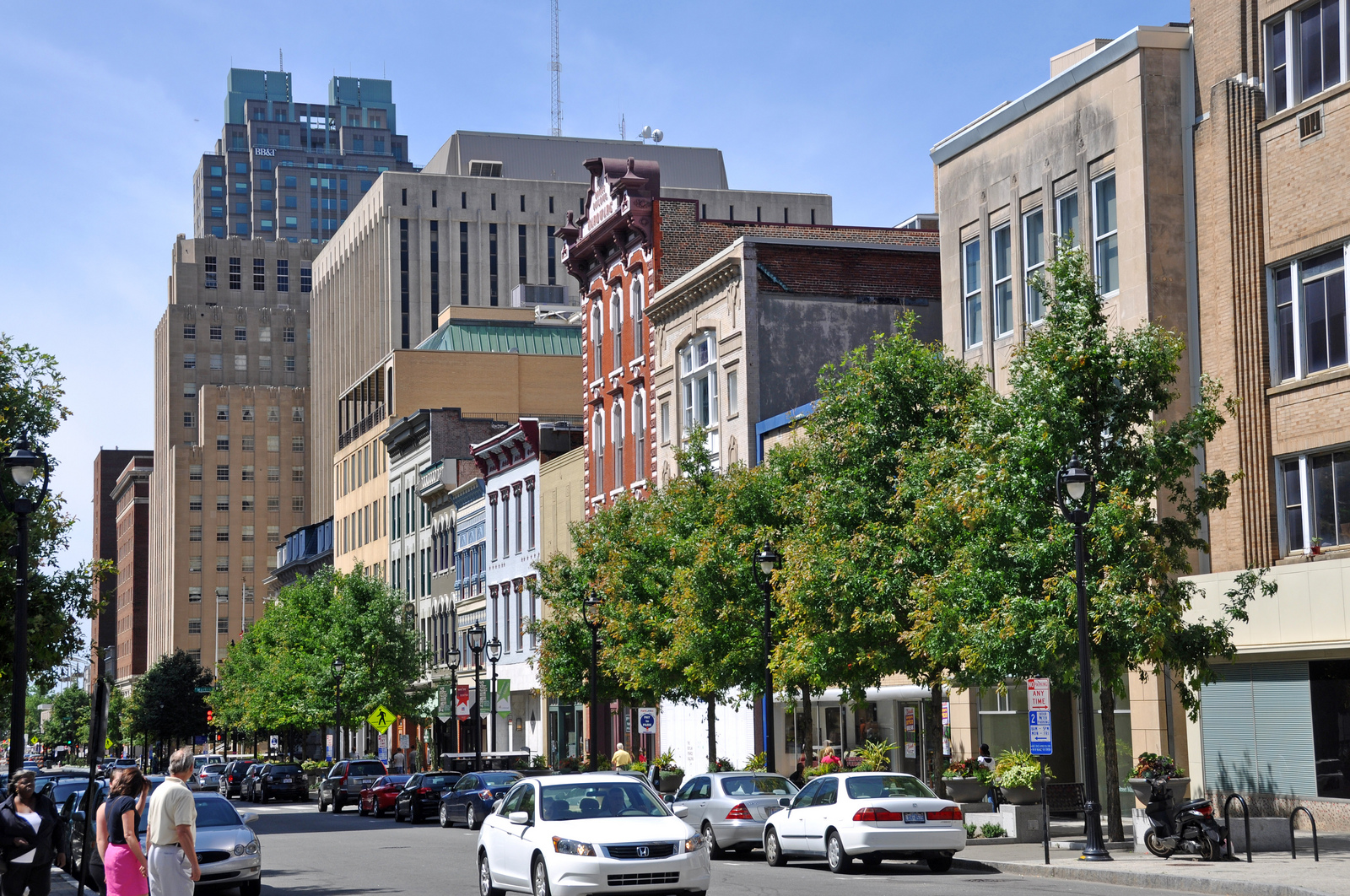
مدينة رالي
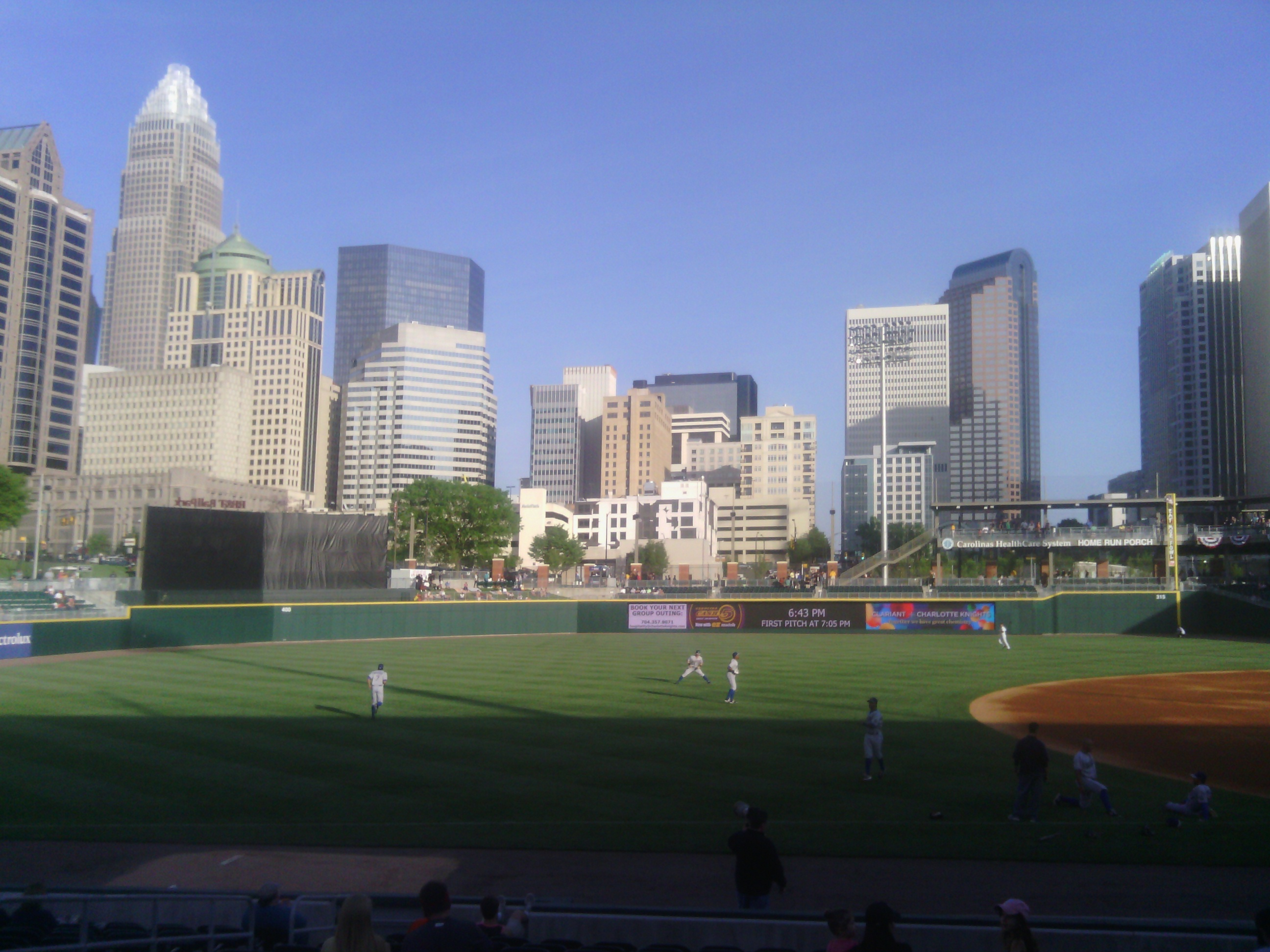
مدينة شارلوت
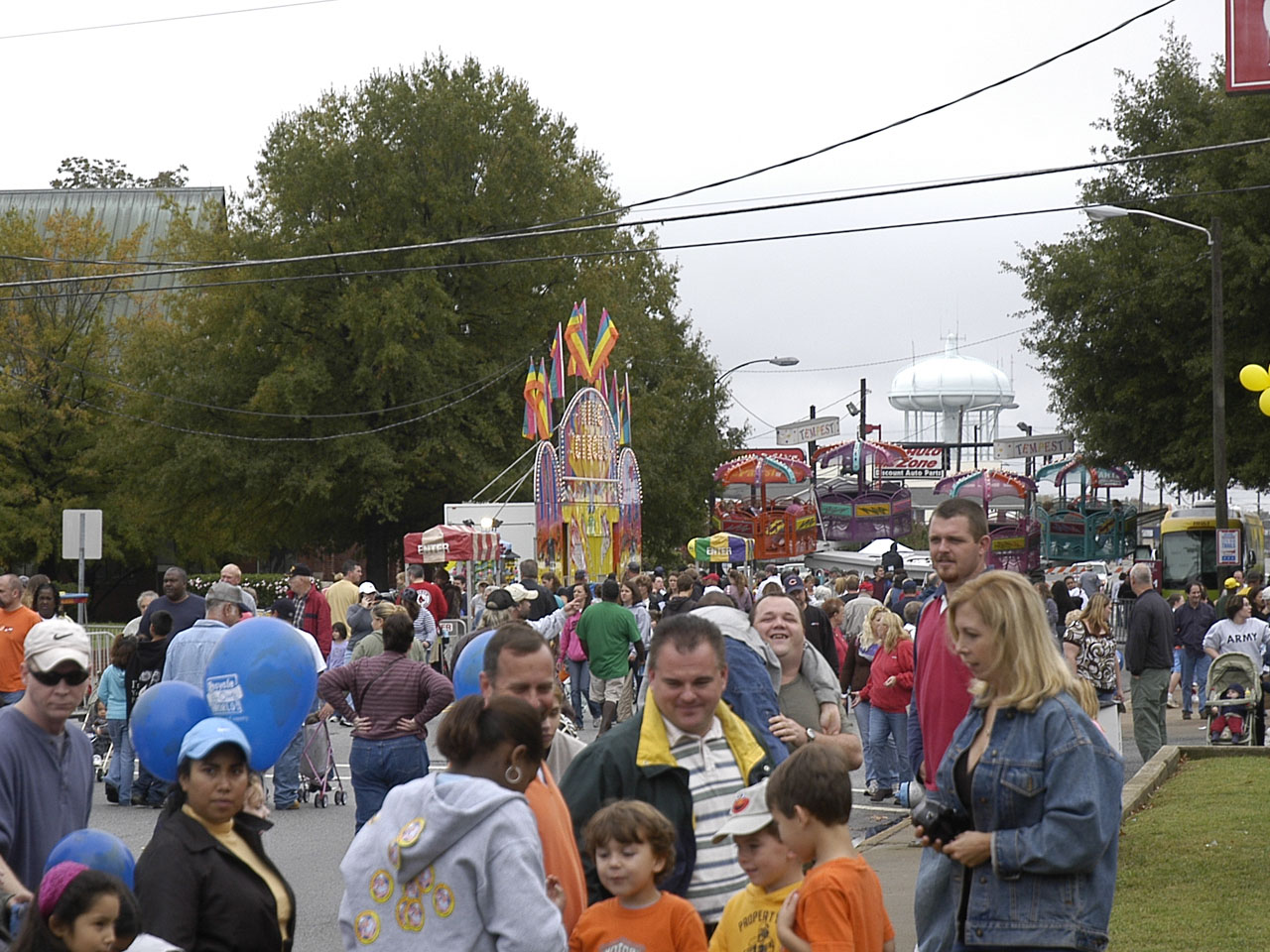
مهرجان ليكسنجتون للشواء، 2008